# Campinápolis
Campinápolis es un municipio brasilero del estado de Mato Grosso. Se localiza a una latitud 14º30'56" sur y a una longitud 52º53'41" oeste, estando a una altitud de 450 metros. Su población estimada en 2004 era de 12 727 habitantes.
Posee un área de 57 746,8 km².